# Ампа, Ато
Ато Бондзе Ампа (англ. Ato Bondze Ampah; родился 22 апреля 2006 года, Аккра, Гана) — английско-ганский футболист, нападающий «Челси».

## Карьера
Перешёл в «Челси» в 10 лет. 29 апреля 2023 года подписал с клубом первый профессиональный контракт.
За основную команду «Челси» дебютировал 12 декабря 2024 года в матче пятого тура Лиги конференций против «Астаны», заменив в перерыве Педру Нету.
За сборную Англии до 18 лет сыграл 1 матч против сборной Марокко.

## Стиль игры
Очень быстрый игрок, который может играть как правого, так и левого вингера.

## Личная жизнь
Родился в Аккре. На международной арене может выступать за сборную Ганы или Англии.

## Достижения
«Челси»
- Победитель Лиги конференций УЕФА: 2024/25